# Quintana Redonda
Quintana Redonda és un municipi de la província de Sòria, a la comunitat autònoma de Castella i Lleó. Forma part de la Mancomunitat del Riu Izana, amb Tardelcuende i Matamala de Almazán.